# 仁義 (映画)
『仁義』（じんぎ、原題：Le Cercle Rouge）は、1970年制作のフランス・イタリアのフィルム・ノワール。
ジャン＝ピエール・メルヴィル監督、出演はアラン・ドロン、イヴ・モンタン、ジャン・マリア・ヴォロンテ、フランソワ・ペリエ、ブールヴィル。
ブールヴィルの遺作であり、フランスでは433万人以上の大ヒットを記録した。一方、日本では上映時間を20分も削除され、興行もヒットしなかった。

## あらすじ
マルセイユ近郊の刑務所を出所したコレーは、かつての仲間リコを訪ね、“貸し”を求めるが、断られる。コレーは彼を一喝して大金を手に入れると、パリへ向かう。その途中、パリに列車で護送中に脱走したヴォーゲルがコレーの車のトランクに潜り込んでくる。
コレーはリコの追手に捕えられるが、ヴォーゲルに助けられたことで、2人の間に友情が芽生える。しかし、この時の銃撃戦でコレーがリコからせしめた札束が穴だらけになり、使い物にならなくなってしまう。
コレーは出所直前に看守から持ちかけられていた宝石店を襲う仕事のことを思い出す。一度は断ったコレーであったが、一文なしとなり背に腹は変えられず、その仕事を決行することを決意、新たな仲間としてヴォーゲルの昔の仲間で元警官のジャンセンを加え、計画を進めるのだが、ヴォーゲルを追うマッティ刑事はある策をめぐらし、罠にはめようとしていた。

## エピソードや過去にあったリメイク企画など
- 音楽は当初は『シェルブールの雨傘』や『ロシュフォールの恋人たち』『おもいでの夏』『風のささやき』やスティーブ・マックイーン主演の『華麗なる賭け』『栄光のル・マン』『ハンター 』で知られるミシェル・ルグランが担当をする予定であった。ド・マルサンはルグランから「自分のことは気にしなくてもいいから」と電話をもらい感謝したという。メルヴィルから却下されたルグランの音楽は『黒い輪　セルクル・ノワール』と題されたメルヴィル音楽のサントラCDで3曲聞くことができる[5]。
- 本作『仁義』の演出や作劇の手本作品はジョン・ヒューストン監督の『アスファルト・ジャングル』である。また、その他のメルヴィル監督作『賭博師ボブ』や『リスボン特急』にも影響を与えたといわれている[6]。また『仁義』と同じドロン主演でメルヴィルの遺作である『リスボン特急』でリカルド・クッチョーラが演じたキャラには、『アスファルト・ジャングル』と同じスターリング・ヘイドン主演のスタンリー・キューブリック監督『現金に体を張れ』の影響もあるといわれている[7]。
- メルヴィルを敬愛する香港映画の巨匠ジョン・ウーが同作をリメイクする企画があったが実現されなかった[8]。
- ウーと同じく香港映画の巨匠であり、メルヴィルを敬愛するジョニー・トーもオーランド・ブルーム主演で同作をリメイクする企画があった。しかし、こちらも実現されずに終わってしまった[9]。ジョニー・アリディが主演したトー監督作品『冷たい雨に撃て、約束の銃弾を』でジョニー・アリディが使用している拳銃は、当初『冷たい雨に撃て、約束の銃弾を』の主演予定であったアラン・ドロンがジョニー・アリディに記念に渡したものである[10]。また『冷たい雨に撃て、約束の銃弾を』でジョニー・アリディが演じた役名は、『仁義』と同じくメルヴィル＆ドロンのコンビ作の『サムライ』で、ドロンが演じた主人公「コステロ」と同じであり、蓮實重彦も著書の『冷たい雨に撃て、約束の銃弾を』の評で指摘している[11] 。

## 本作のファンや後に与えた影響など
- 映画監督の小林政広はキネマ旬報のオールタイムベスト企画で、本作をオールタイムベストに入れている[12]。
- アニメ監督の渡辺信一郎は『映画秘宝』企画のインタビュー本で、自身の選ぶ映画ベスト10に本作を入れている[13]。
- 淀川長治は1970年の11月12日に本作『仁義』を試写で鑑賞して「アラン・ドロン映画は共演者の顔ぶれの楽しさでますます面白し」と寸評を書き、同年12月4日に東京12チャンネル（現・テレビ東京）の自身が司会を務める映画番組『淀川長治の映画専科』の収録でチャールズ・ブロンソン主演『狼の挽歌』と本作『仁義』の解説を行った[14]。
- 2017年の『映画芸術460号』の「特別企画 フィルムノワールとセントラル・アーツの40年」の黒澤満、伊藤亮爾、山口剛、河村雄太郎、荒井晴彦の座談会でメルヴィルの名と本作と『ギャング』の名前が出た[15][16]。

## 主なキャスト
- コレー：アラン・ドロン（吹替：中野誠也）
- ジャンセン：イヴ・モンタン（吹替：玉川伊佐男）
- ヴォーゲル：ジャン・マリア・ヴォロンテ（吹替：草野大悟）
- マッティ：ブールヴィル（吹替：小沢重雄）
- サンティ：フランソワ・ペリエ（吹替：仁内達之）
- リコ：アンドレ・エキナン（吹替：村越伊知郎）

※テレビ放映：TBSテレビ「月曜ロードショー」 1973年7月2日